# ملانیینو
ملانیینو (به ایتالیایی: Malagnino) یک کومونه در ایتالیا است که در استان کریمونا واقع شده‌است. ملانیینو ۱۰٫۸ کیلومتر مربع مساحت و ۱٬۲۶۰ نفر جمعیت دارد.